# Carmine Infantino

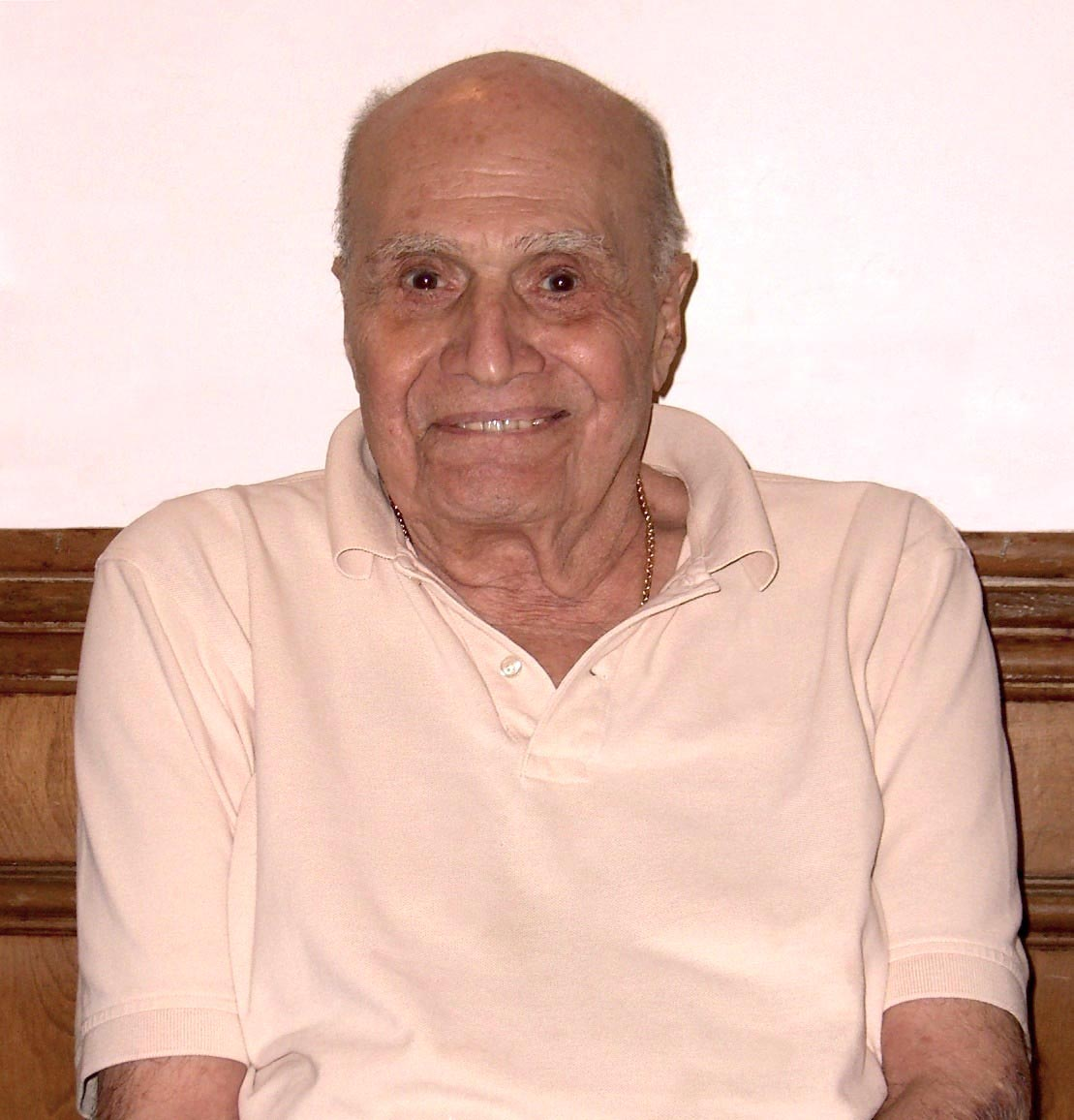
Carmine Infantino in 2010

Carmine Infantino  (New York, 24 mei 1925 – aldaar, 4 april 2013) was een Amerikaans striptekenaar. Hij is de schepper van het bekende Batman-logo.
Hij was een van de succesvolle striptekenaars uit de Silver Age of Comic Books. Hij was (mede)bedenker van onder meer Barbara Gordon, Deadman, Wally West, Dial H for Hero, Captain Cold en Gorilla Grodd. Infantino was later ook werkzaam bij uitgever DC Comics en gaf daar striptekenaars als Neal Adams en Dennis O'Neil (van onder andere Wonder Woman en Superman) een kans om hun talent te laten zien.
Infantino schreef ook twee boeken over zijn leven en zijn loopbaan: The Amazing World of Carmine Infantino (Vanguard Productions) en Carmine Infantino: Penciler, Publisher, Provocateur (Tomorrows Publishing).
Carmine Infantino overleed in zijn woning te Manhattan.

## Striptekeningen
Een greep uit zijn oeuvre:
- Human Torch (golden age)
- Johnny Thunder
- Black Canary
- Flash
- Green Lantern
- Justice Society of America
- Flash of Two Worlds
- Adam Strange
- Batman
- Ace the Bat-Hound
- Bat-Mite
- Batgirl
- Star Wars
- Spider-Woman
- Nova (Nova Corps}
- Dial H for Hero
- Red Tornado
- Gorilla Grodd
- Vampirella
- Daredevil